# Charritte
Pour les articles homonymes, voir Charritte.
Charritte est une ancienne commune française du département des Pyrénées-Atlantiques. Le 27 juin 1842, la commune fusionne avec Arraute pour former la nouvelle commune d'Arraute-Charritte.

## Géographie
Le village fait partie du Pays de Mixe, dans la province basque de Basse-Navarre.

## Toponymie
Le toponyme Charrite apparaît sous les formes 
Sanctus Joannes de Sarricte (1160), 
Sarrite (1316), 
Ssarriette (1381), 
Sarricoete (1413), 
Sarricoata (1513, titres de Pampelune) et 
Charrite (1793 et 1801, Bulletin des Lois pour cette dernière date).

## Démographie
En 1350, 3 feux sont signalés à Charritte.
| 1793 | 1800 | 1806 | 1821 | 1831 | 1836 |
| ---- | ---- | ---- | ---- | ---- | ---- |
| 119  | 126  | 131  | 134  | 213  | 208  |

## Pour approfondir